# 福建省泉州市欣佳酒店ホテル倒壊事故
福建省泉州市欣佳酒店ホテル倒壊事故（ふっけんしょう せんしゅうし きんかしゅてんホテル とうかいじこ、中国語: 福建省泉州市欣佳酒店“3·7”房屋坍塌事故）は、中国福建省泉州市鯉城区でCOVID-19検疫に使用されていた「欣佳ホテル（中: 欣佳酒店、Xinjia Hotel）」が2020年3月7日に崩壊した事故である。

## 背景
6.5階建ての欣佳ホテルは2018年6月に営業を開始し、4~7階に80室の客室を備えていた。COVID-19の流行により、このホテルはCOVID-19検疫のために使用された。
この建物は2012年7月に完成し、1階の上に中2階があり、2016年5月に既存の階の間にさらに階が追加された。1階には、自動車のショールーム、ホテルのロビー、レストランとして建設中のスーパーマーケットが入居していた。2階は元々は中2階で、自動車ショールームのオフィス、3階にはホテルのレストランとフットスパがあり、4・5・6階ははホテルの客室で、各フロアには22の部屋があった。7階にはホテルや自動車のショールームの労働者の宿泊に使用されていた。屋上には、建物の所有者が使用する40平方メートルのオフィス、リフトモーター室、4つのプラスチック製の水コンテナと1つのステンレス製の水コンテナが設置されていた。

## 崩壊
2020年3月7日の19時14分、欣佳ホテルは突然崩壊した。目撃者は、ホテルの外部の強化ガラスから大きな音がしたと述べた。その後、彼は建物全体が数秒以内に崩壊するのを目撃した。ホテルの従業員は、基礎構造の建設工事が行われていたと述べた。

## 救助
倒壊したホテルには約70人が閉じ込められた。崩壊後、福建消防隊は犠牲者を救助するために26台の消防車と147人の消防士を派遣した。その日の21時50分までに32人の犠牲者が救出された。22時14分、莆田消防隊がホテルに到着した。2020年3月8日までに少なくとも47人の犠牲者が救助された。2020年3月12日、29人の死者を含む71人の犠牲者全員が救助された。

## 調査
警察はホテルの経営者に関する捜査を開始した。
2020年3月10日、中華人民共和国の応急管理部（緊急事態管理省）の副部長（副大臣）である尚勇は、この事件は建設における安全の責任に関連していると述べた。彼はまた、事件は完全に調査され、それによる法的責任が求められると述べた。
2020年3月12日、中華人民共和国国務院は崩壊を調査するためのチームの設立を発表し、付建華をリーダーに任命した。
2020年7月に発表された調査の結果、2016年5月に所有者が建物を増床し、2階が追加されたため、建物の負荷が52100 kNの制限をわずかに超えた（設計限界を100 kN超えている）。2020年1月10日に1階のスーパーマーケットをレストランに改装したところ、この時の中国は新年の時期であったため3月1日まで作業が開始されていなかったが、3本の支柱がひどく変形していることが判明した。修理作業は3月5日に開始され、5本の柱が崩壊に至り、1本の柱はまだ修理されていなかった。しかし、調査の結果、溶接部が次の階に十分に達していないことが判明し、溶接部の隙間が大きすぎて負荷に耐え切れず、柱の変形が悪化して崩壊したと結論付けられた。